# 2015년 한화 이글스 시즌
2015년 한화 이글스 시즌은 한화 이글스가 KBO 리그에 참가한 22번째 시즌으로, 빙그레 이글스 시절까지 합하면 30번째 시즌이다. 김성근 감독이 팀을 이끈 첫 시즌으로, 김태균이 주장을 맡았다. 팀은 치열한 5위 싸움 끝에 결국 10팀 중 정규시즌 6위에 그쳐 8년 연속으로 포스트시즌 진출에 실패했다.

## 타이틀
- 프리미어 12 금메달: 김광수(코치), 정근우, 이용규
- 플레이어스 초이스 어워드 재기선수상: 정현석
- 플레이어스 초이스 어워드 알리안츠 특별상: 모든 프로야구 선수들
- 조아제약 프로야구대상 조아바이톤상: 권혁
- 조아제약 프로야구대상 재기상: 정현석
- ADT캡스 수비상: 정근우 (2루수)
- 카스포인트 어워즈 구단 베스트 플레이어: 김태균
- 3월 한국갤럽 선정 가장 좋아하는 국내 프로야구 선수: 김태균 (5위)
- 7월 한국갤럽 선정 가장 좋아하는 국내 프로야구 선수: 김태균 (3위), 이용규 (5위), 권혁 (9위), 정근우 (10위)
- 스포츠동아 창간 7주년 기념 프로야구 레전드 올스타: 송진우 (좌완투수), 장종훈 (1루수)
- 올스타 선발: 박정진 (구원투수), 권혁 (마무리투수), 정근우 (2루수), 이용규 (외야수)
- 올스타전 추천선수: 김태균
- 올스타전 번트왕 우승: 이용규
- SPORTS KU 선정 고려대학교 올스타 라인업: 조성민 (셋업맨)
- 컴투스프로야구2022 타이틀홀더 라인업: 정근우 (2루수), 이용규 (중견수)
- 컴투스프로야구 내일은 국가대표 라인업: 정근우 (2루수)
- 컴투스프로야구매니저 에이스 카드: 정민철 (우완 선발투수), 류현진 (좌완 선발투수), 박정진 (중계투수), 구대성 (마무리투수), 김상국 (포수), 장종훈 (1루수), 임수민 (2루수), 이대수 (유격수), 이범호 (3루수), 데이비스 (외야수)
- 컴투스프로야구 주요 FA 라인업: 권혁 (중계투수)
- 컴투스프로야구 선정 설레는 한화팬들 라인업: 탈보트, 유먼, 배영수, 송은범, 권혁
- 컴투스프로야구 선정 고효율 FA 선수: 김경언
- 3루타: 이용규 (7)
- 고의4구: 김태균 (12)
- 완투: 로저스 (4)
- 완봉: 로저스 (3)
- 구원승: 권혁 (9)
- 경기 당 투구 수: 로저스 (113)
- 도루 저지: 조인성 (34)

### 퓨처스리그
- 아시아 윈터 베이스볼 리그 3위: 윤승열
- 플레이어스 초이스 어워드 퓨처스리그 우수선수상: 노태형
- 퓨처스 올스타: 김범수, 박한길, 지시완, 윤승열
- 중부리그 다승: 장민재 (7)
- 중부리그 세이브: 박성호 (7)
- 중부리그 탈삼진: 장민재 (85)

## 선수단
- 선발투수: 로저스, 탈보트, 안영명, 유먼, 김용주, 배영수, 유창식
- 구원투수: 박정진, 김민우, 김기현, 임준섭, 김범수, 조이현, 정대훈, 구본범, 박성호, 정광운, 윤기호, 임경완, 문재현, 마일영, 박한길, 정재원, 허유강, 장민재, 이동걸, 송은범, 송창식
- 마무리투수: 윤규진, 권혁, 최설우
- 포수: 조인성, 박노민, 허도환, 지시완, 정범모
- 1루수: 김태균
- 2루수: 정근우, 이창열, 이시찬
- 유격수: 강경학, 하주석, 조정원, 권용관
- 3루수: 김회성, 신성현, 한상훈, 송광민, 임익준, 주현상
- 좌익수: 최진행, 이성열, 고동진, 송주호
- 중견수: 이용규, 모건
- 우익수: 김경언, 정현석, 장운호, 황선일, 채기영
- 지명타자: 폭스, 오준혁, 이종환, 김태완

## 특이 사항
- 홈구장인 한밭종합운동장 야구장의 명칭을 한화생명 이글스파크로 교체했다.
- 조인성은 2015년 이후 KBO 시범 경기에서 단일 시즌 BABIP 1.000을 기록한 최초의 선수가 되었으며, 타율 0.600으로 40대 타자 최고 타율을 기록했다.
- 유창식은 KBO 시범 경기에서 볼넷 10개를 내줘 2015년 이후 KBO 시범 경기에서 두 자릿 수 볼넷을 내준 첫 투수가 되었다.
- 유먼은 2015년 이후 KBO 시범 경기에서 단일 시즌 100타자를 상대한 첫 선수가 되었다.
- 장민재는 전반기 9이닝 당 108개의 볼넷을 허용하여 2013년 이후 KBO 리그 단일 시즌 전반기 최다 기록을 세웠다.
- 허유강과 문재현은 후반기 스트라이크 중 타격 허용 비율 100%로 2013년 이후 KBO 리그 단일 시즌 후반기 최고 기록을 세웠다.
- 5위 SK에 2경기 차로 뒤졌고, 7위 KIA와 8위 롯데에는 각각 1경기, 1.5경기 차로 앞섰다.
- 정규 시즌 최종전에서 포스트시즌 진출 실패가 확정되었다.
- 마일영은 이 시즌을 끝으로 은퇴했는데, 통산 50승, WAR 9.99, WHIP 1.58로 KBO 리그 역대 통산 1000이닝 투수 중 최소 승리, 최저 WAR, 최고 WHIP 기록을 보유하고 있다.
- 탈보트는 4번의 보크를 범해 역대 단일 시즌 최다 보크 타이 기록을 세웠다.
- 권혁은 이 시즌 등판 중 총 47번 1.1이닝 이상을 투구해 2013년 이후 이 부문 KBO 리그 최다 기록을 세웠다.
- 박정진은 29차례 2연투를 해 2013년 이후 KBO 리그 역대 단일 시즌 최다 2연투 기록을 세웠다.
- 안영명은 퀵 후크로 총 18회 조기 강판되어 2013년 이후 KBO 리그 역대 단일 시즌 최다 기록을 세웠다.
- 한상훈은 이 시즌을 끝으로 은퇴하여, 개인 통산 2993타석을 소화하여 7타석 차이로 KBO 통산 규정 타석인 3000타석을 채우지 못했다. 또한 KBO 리그 통산 3000타석 미만 타자 중 통산 최다 희생타(121) 기록을 세웠다.
- 윤승열은 이 시즌에 KBO 퓨처스리그에서 통산 처음이자 마지막으로 투수로 등판해 0.1이닝을 소화했다. 이후 KBO 퓨처스리그에서의 추가 등판 없이 2019년 은퇴하여 KBO 퓨처스리그 사상 통산 최소 이닝 소화 투수가 되었다.
- 탈보트는 이 시즌을 끝으로 KBO 리그를 떠나 KBO 리그 통산 1000이닝 미만 투수 중 통산 최다 보크(8) 기록을 세웠다.
- 임경완은 만 40세 때부터의 통산 평균자책점 99.99(무한대)로 KBO 리그 40대 투수 통산 최고 기록을 세웠다.
- 폭스는 KBO 리그의 외국인 포수 중 처음으로 포일을 저질렀다.
- 모건은 이 시즌 중견수로만 출전해 2013년 이후 KBO 리그 역대 외국인 타자 중 처음으로 한 포지션만 소화한 외국인 타자가 되었다.

## 같이 보기
- 2016년 한화 이글스 시즌